# نيناد كليايتش
نيناد كليايتش (بالكرواتية: Nenad Kljaić) مواليد 21 ديسمبر 1966، هو لاعب كرة يد كرواتي معتزل تحول إلى التدريب بعد الاعتزال. شارك في دورة الألعاب الأولمبية الصيفية سنة 1996. منذ سنة 2012 أصبح مدربا للمنتخب السعودي لكرة اليد ودربه في كأس العالم لكرة اليد.

## الميداليات
| الميدالية | المسابقة                        |
| --------- | ------------------------------- |
| ذهبية     | الألعاب الأولمبية الصيفية 1996  |
| ذهبية     | ألعاب البحر الأبيض المتوسط 1993 |

## روابط خارجية
- نيناد كليايتش على موقع الاتحاد الأوروبي لكرة اليد (الإنجليزية)
- نيناد كليايتش على موقع اللجنة الأولمبية الدولية (الإنجليزية)
- نيناد كليايتش على موقع أوليمبيديا (الإنجليزية)
- نيناد كليايتش على موقع اللجنة الأولمبية الكرواتية (مؤرشف) (الكرواتية)